# Ectopleura obypa
Ectopleura obypa is een hydroïdpoliep uit de familie Tubulariidae. De poliep komt uit het geslacht Ectopleura. Ectopleura obypa werd in 1999 voor het eerst wetenschappelijk beschreven door Migotto & Marques. 